# 21752 Johnthurmon
21752 Johnthurmon è un asteroide della fascia principale. Scoperto nel 1999, presenta un'orbita caratterizzata da un semiasse maggiore pari a 2,3876269 UA e da un'eccentricità di 0,1248095, inclinata di 5,15529° rispetto all'eclittica.